# NEAR Shoemaker
El Near Earth Asteroid Rendezvous - Shoemaker (NEAR Shoemaker), reanomenat després del llançament en el 1996 en honor del científic planetari Eugene M. Shoemaker, va ser una sonda espacial robòtica de tipus Discovery dissenyada per la Applied Physics Laboratory de la Johns Hopkins University per a la NASA per estudiar l'asteroide proper a la Terra Eros des d'una òrbita propera en un període d'un any. La missió va aconseguir acostar-se a l'asteroide i va orbitar-lo diverses vegades, finalment va aterrar-hi en el 12 de febrer de 2001.
El principal objectiu científic del NEAR era tornar dades sobre les propietats, composició, mineralogia, morfologia, distribució de massa interna i camp magnètic d'Eros. Els objectius secundaris van incloure estudis de propietats de regolita, interaccions amb el vent solar, activitat actual possible, com s'indica per la pols o gas, i l'estat espín de l'asteroide. Aquestes dades es van utilitzar per ajudar a entendre les característiques dels asteroides en general, la seva relació amb meteorits i cometes, i les condicions en els orígens del sistema solar. Per complir aquests objectius, la nau estava equipada amb un espectròmetre de raigs gamma/raigs X, un espectrògraf d'imatges en infraroig proper, una càmera multiespectral amb un detector de sensor CCD, un telèmetre làser, i un magnetòmetre. Un experiment científic de ràdio també va fer ús del sistema de localització del NEAR per estimar el camp de gravetat de l'asteroide. La massa total dels instruments va ser de 56 kg, i requerien alimentació de 81 W.

## Perfil de missió
- Data/hora de llançament: 1996-02-17 a les 20:43:27 UTC
- Massa en òrbita: 487 kg
- Potència elèctrica nominal: 1800 W

### Resum

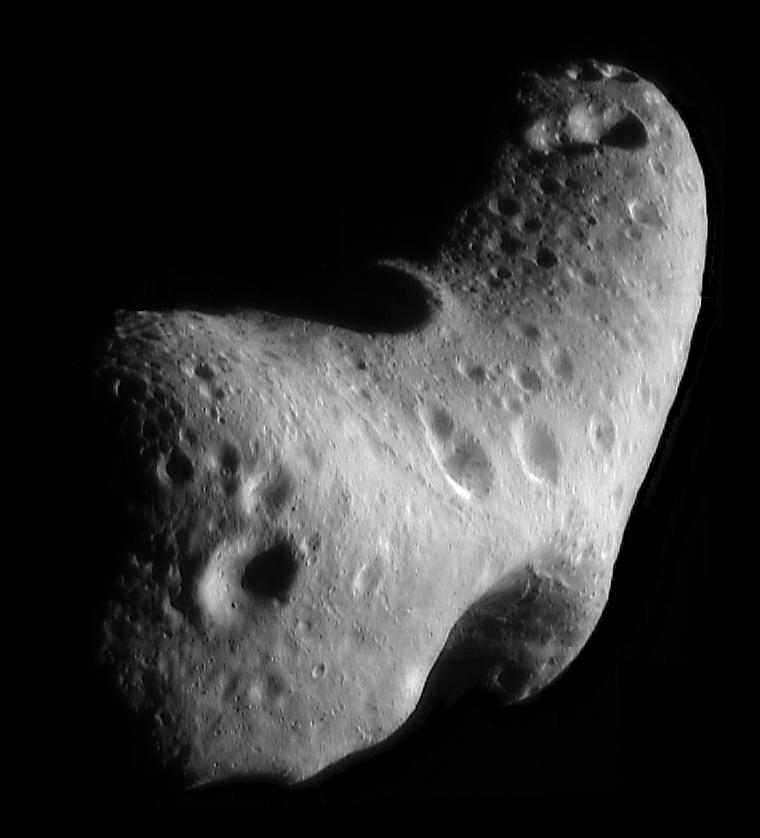
L'asteroide proper a la Terra, l'Eros, vist per la sonda NEAR.

L'objectiu principal de la missió va ser estudiar l'asteroide proper a la Terra 433 Eros des de l'òrbita durant aproximadament un any. L'Eros és un asteroide de tipus S d'aproximadament 13 × 13 × 33 km de mida, el segon asteroide proper a la terra més gran. Inicialment l'òrbita era circular amb un radi de 200 km. El radi de l'òrbita va ser tallat en etapes per a una òrbita de 50 × 50 km el 30 d'abril de 2000 i va disminuir 35 × 35 km en el 14 de juliol de 2000. L'òrbita va augmentar en els mesos posteriors a una òrbita de 200 × 200 km i llavors es va reduir lentament i es va alterar a uns 35 × 35 km en òrbita retrògrada el 13 de desembre de 2000. La missió va acabar en un aterratge en la regió "saddle" d'Eros en el 12 de febrer de 2001.
Alguns científics afirmen que l'últim objectiu de la missió era unir Eros, un cos asteroidal, a meteorits recuperats a la Terra. Amb dades suficients sobre la composició química, un vincle causal podria establir entre l'Eros i altres asteroides de tipus S, i els meteorits podrien ser parts d'asteroides de tipus S (potser el mateix Eros). Un cop establerta aquesta connexió, el material del meteorit pot ser estudiat amb grans equips avançats, i els resultats s'extrapolen als cossos en l'espai. El NEAR-Shoemaker no va provar o refutar aquest enllaç a la satisfacció dels científics. No obstant això, és innegable que les dades del NEAR van ajudar a avançar en el camp dels estudis d'asteroides enormement.
Entre desembre de 1999 i febrer de 2001, el NEAR Shoemaker ha utilitzat el seu espectròmetre de raigs gamma per detectar esclats de raigs gamma com a part de la InterPlanetary Network.

### El viatge a Eros

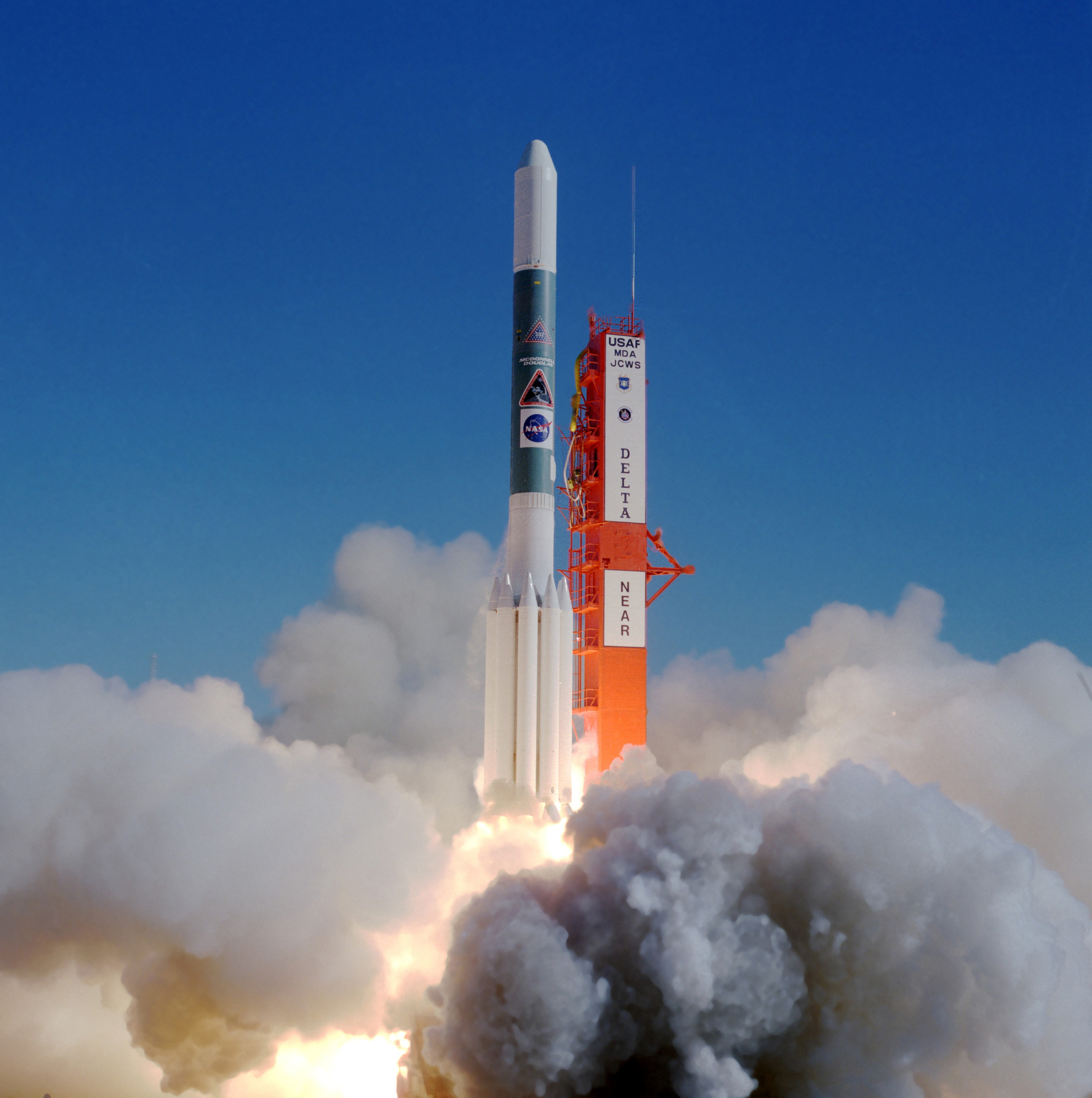
Llançament de la sonda NEAR, febrer de 1996.

Després del llançament en un Delta 7925-8 (un vehicle de llançament Delta II amb nou coets impulsadors sòlids i una tercera etapa Star 48 (PAM-D)) i sortir de l'òrbita de la Terra, la NEAR va entrar a la primera part de la seva fase de viatge. La NEAR va passar la major part de la fase de viatge en un estat d'activitat mínim de "hibernació", que va acabar pocs dies abans del sobrevol de l'asteroide de 61 km de diàmetre 253 Mathilde.

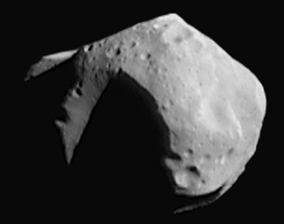
Una de les imatges des del sobrevol del 253 Mathilde.

El 27 de juny de 1997, la sonda va volar a 1200 km de Mathilde a les 12:56 UT a 9,93 km/s, realitzant imatges i altres dades amb els seus instruments. El sobrevol va produir unes 500 imatges que van cobrir el 60% de la superfície de Mathilde, com també dades gravitatòries permetent càlculs de les dimensions i massa de Mathilde.
El 3 de juliol de 1997, la NEAR va realitzar la seva major maniobra en l'espai profund, una encesa de dos parts de l'impulsador principal en 450 N. Això va fer reduir la velocitat a 279 m/s i va fer baixar la periapsi de 0,99 ua a 0,95 ua. L'assistència gravitatòria amb la Terra va tenir lloc el 23 de gener de 1998 at 7:23 UT. L'acostament màxim va tenir lloc a 540 km, alterant la inclinació orbital de 0,5 a 10,2 graus, i la distància de l'apsi de 2,17 a 1,77 ua, gairebé igualant la d'Eros. La instrumentació estava activa en aquell moment.

### Problema del primer intent d'inserció orbital
El primer dels quatre impulsaments programats de trobada es va dur a terme el 20 de desembre de 1998 a les 22:00 UT. La seqüència d'impuls es va iniciar immediatament però es va avortar. La nau va entrar posteriorment en el mode a prova d'errors i va començar a caure. Els impulsadors de la nau espacial van engegar-se centenars de vegades durant l'anomalia, que van provocar el malgastament de 29 kg de combustible reduint el marge de la quantitat dirigida al programa a zero. Aquesta anomalia gairebé va resultar en la pèrdua de la nau espacial a causa de la manca d'orientació solar i la posterior descàrrega de la bateria. El contacte entre la nau i el control de la missió no va tenir lloc fins 24 hores després. No es va poder determinar l'arrel del problema però els errors del programari van contribuir a la severitat de l'anomalia.
El pla original de la missió pretenia que els quatre impulsos fossin seguits per un últim impuls final permetent la inserció orbital el 10 de gener de 1999, però l'avortament del primer impuls i la pèrdua de les comunicacions ho van fer impossible. Es va posar sobre la taula un nou pla on el NEAR volaria l'Eros el 23 de desembre de 1998 a les 18:41:23 UT a una velocitat de 965 m/s i una distància de 3827 km del centre de la massa d'Eros. Les imatges d'Eros van ser preses per la càmera, les dades van ser recopilades per l'espectrògraf d'infraroig proper, i la localització per ràdio va ser realitzat durant el sobrevol. Es va realitzar una maniobra d'encontre el 3 de gener de 1999 amb un impulsador del NEAR per arribar a la velocitat orbital d'Eros. L'impulsador d'hidrazina va tenir lloc el 20 de gener per corregir la trajectòria. El 12 d'agost, una encesa de dos minuts amb l'impulsador va fer reduir la velocitat relativa de la nau a Eros en 300 km/h.

### Inserció orbital

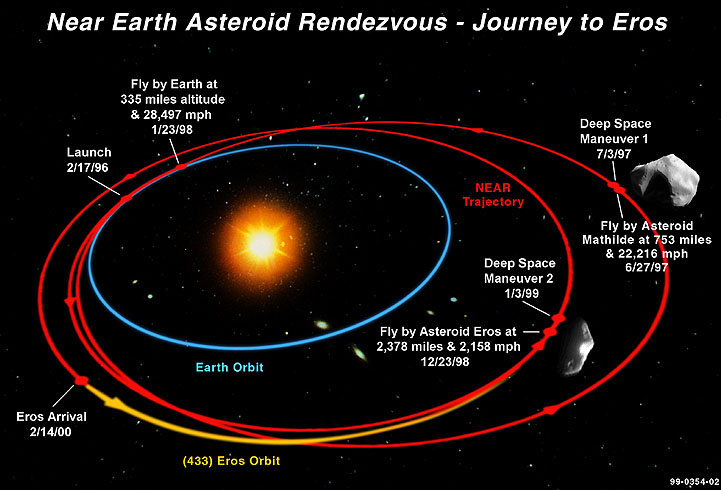
Trajectòria descrivint gràficament el viatge de la sonda NEAR.

La inserció orbital al voltant d'Eros va tenir lloc el 14 de febrer de 2000 a les 15:33 UT (10:33 AM EST) després que la NEAR finalitzés una òrbita heliocèntrica de tretze mesos molt similar a l'òrbita d'Eros. Es va completar una maniobra d'encontre el 3 de febrer a les 17:00 UT, reduint la velocitat de 19,3 a 8.1 m/s relativament a Eros. Va tenir lloc una altra maniobra el 8 de febrer augmentant la velocitat relativa lleugerament a 9,9 m/s. La recerca dels satèl·lits d'Eros va tenir lloc el 28 de gener, i el 4 i 9 de febrer, però no se'n van trobar. Les exploracions van ser realitzades per a fins científics i per mitigar qualsevol possibilitat de col·lisió amb un satèl·lit. La NEAR va entrar en una òrbita el·lípica de 321 x 366 km al voltant d'Eros el 14 de febrer. L'òrbita es va reduir lentament a una òrbita polar circular de 35 km el 14 de juliol de. La NEAR va romandre en aquesta òrbita durant 10 dies i llavors va ser recolzat per etapes a una òrbita circular de 100 km el 5 de setembre de 2000. Les maniobres a mitjan octubre van permetre un sobrevol de l'Eros en 5,3 km de la surperfície a les 07:00 UT del 26 d'octubre.

### Orbitació i aterratge

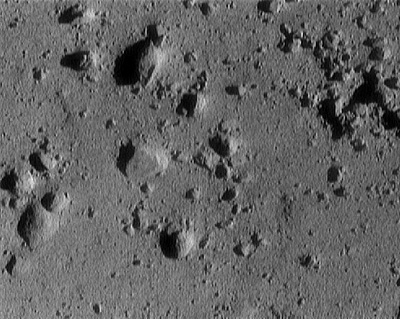
L'asteroide Eros des d'aproximadament a 250 metres d'altitud (l'àrea en la imatge és d'aproximadament 12 metres de diàmetre). Aquesta imatge va ser presa durant el descens de la NEAR a la superfície de l'asteroide.

Seguit del sobrevol, la NEAR es va posicionar a una òrbita circular de 200 km i es va canviar l'òrbita polar retrògrada a una òrbita equatorial retrògrada. El 13 de desembre de 2000, l'òrbita es va traslladar de nou a una òrbita baixa circular de 35 km. Començant el 24 de gener de 2001, la sonda va començar una sèrie de properes passades (de 5 a 6 km) a la superfície i en el 28 de gener va passar de 2 a 3 km de l'asteroide. Llavors la sonda va realitzar un descens lent controlat a la superfície d'Eros finalitzant amb l'arribada al sòl al sud de la zona en forma de cadira de muntar anomenada Himeros el 12 de febrer de 2001 aproximadament a les 20:01 UT (3:01 p.m. EST). Com a sorpresa pels controladors, la sonda va resultar intacte i operacional després de l'aterratge a una velocitat estimada d'1,5 a 1,8 metres per segon (convertint-se així en la primera nau espacial en aterrar suaument en un asteroide). Després de rebre una extensió de temps d'antena a la Deep Space Network, l'espectròmetre de raigs gamma de la nau va ser reprogramada per recollir dades de la composició de l'Eros des d'un punt de vista d'unes quatre polzades de la superfície, on era deu vegades més sensible que quan es va usar en òrbita.
A les 7 p.m. EST del 28 de febrer de 2001, es van rebre els últims senyals de dades del NEAR Shoemaker abans que s'apagués. No va tenir èxit, un últim intent de contactar amb la nau espacial en el 10 de desembre de 2002. Això va ser probablement a causa de les extremes condicioons de -279 °F (-173 °C, 100 K) que la sonda ha experimentat mentre era a Eros.

## Nau espacial i subsistemes

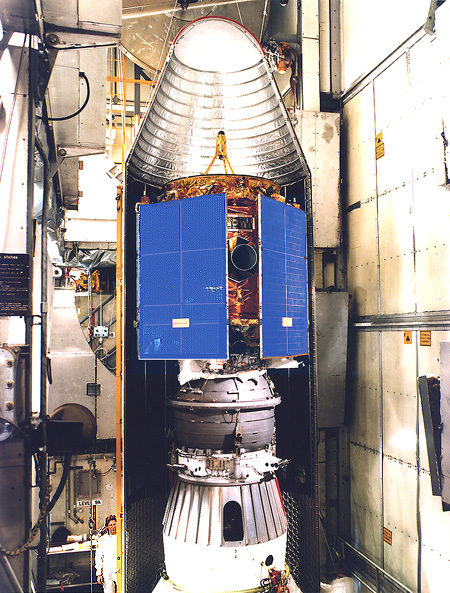
La NEAR en el seu coet Delta II.

La nau té la forma d'un prisma octagonal, d'aproximadament 1,7 m en un costat, amb quatre panells solars d'arsenur de gal·li en una disposició de molí de vent, una antena de ràdio d'alt guany d'1,5 m en banda X amb un magnetòmetre muntat en l'alimentació de l'antena, i un monitor solar de raigs X al final (la coberta de proa), amb els altres instruments fixats en l'extrem oposat (la coberta de popa). La majoria de l'electrònica està muntada a l'interior de les cobertes. El mòdul de propulsió estava contingut a l'interior.
La nau estava estabilitzada en tres eixos i utilitzava un sol propulsor principal de combustible líquid (hidrazina / tetraòxid de dinitrogen) de 450 newtons (N), i quatre impulsadors de 21 N i set de 3,5 N amb hidrazina per a la propulsió, per un delta-V potencial de 1450 m/s. El Control d'actitud es va assolir utilitzant els impulsadors d'hidrazina i quatre rodes de reacció. El sistema de propulsió transportava 209 kg d'hidrazina i 109 kg d'oxidant de NTO en dos tancs d'oxidants i tres de combustible.
L'energia venia proveïda de quatre panells solars d'arsenur de gal·li d'1,8 per 1,2 metres que podien produir 400 watts a 2,2 ua (329.000.000 km), la distància màxima de la NEAR respecte al Sol, i 1800 W a un UA (150.000.000 km). L'energia es va guardar en una bateria de 22 cel·les recarregables de níquel i cadmi en nou ampers per hora.

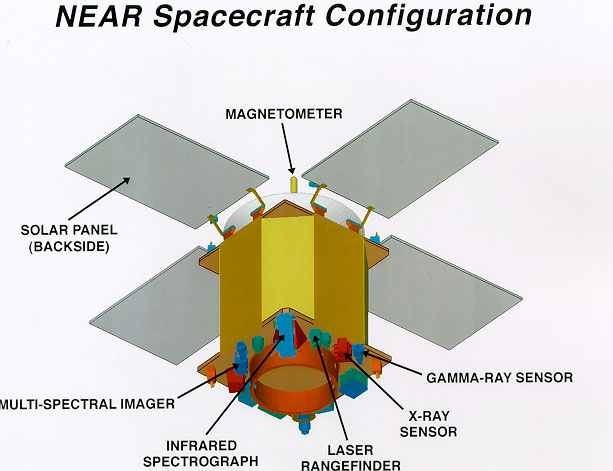
Diagrama mostrant la ubicació dels instruments científics del NEAR.

El sistema de guiatge de la sonda va ser construït a través d'un conjunt de cinc sensors-detectors digitals d'actitud solar, una unitat de mesurament inercial, (IMU) i una càmera de fixador d'estels encarat oposadament a la direcció d'apuntament de l'instrument. El IMU contenia giroscopis hemisfèrics ressonadors i acceleròmetres. Quatre rodes de reacció (disposat de manera que qualsevol dels tres pot proporcionar un control complet en tres eixos) es van utilitzar per al control d'actitud normal. Els propulsors es van usar per bolcar moment angular de les rodes de reacció, així com per a girs ràpids i maniobres propulsores. Elontrol d'actitud era de 0,1 graus, la línia de visió que assenyala l'estabilitat està dins de 50 microradians en un segon, i el post-processament de coneixements d'actitud és de 50 microradians.
El sistema d'instruccions i maneigs de dades està compost de dos processadors redundants d'ordres i telemetria i gravadors d'estat sòlid, una unitat de commutació d'energia, i una interfície de dos busos de dades estàndard 1553 redundants per les comunicacions amb altres subsistemes. Les gravadores d'estat sòlid estan formades a partir DRAMs Luna-C de 16 Mbit d'IBM. Una gravadora té 1,1 gigabits d'emmagatzematge, l'altra té 0,67 gigabits.
La missió NEAR va ser el primer llançament del programa Discovery de la NASA, una sèrie de petites sondes dissenyades en ser operatives en una durada de tres anys per un cost menor de $150 milions. El muntatge, el llançament, i el cost durant 30 dies d'aquesta missió s'estima en $122 milions. El cost final de la missió ronda els $224 milions que consisteixen en $124,9 milions pel desenvolupament de la sonda, $44,6 milions pel suport de llançament i seguiment, i $54,6 milions per a les operacions de la missió i les anàlisis de les dades.